# The Curse of Monkey Island
The Curse of Monkey Island är ett äventyrsspel som utvecklades och publicerades av Lucasarts, och är den tredje delen i Monkey Island-serien. Det släpptes 1997, och är en uppföljare till de framgångsrika spelen The Secret of Monkey Island och Monkey Island 2: LeChuck's Revenge. Spelet är det tolfte och sista Lucasarts-spelet som använder sig av Scumm-motorn, som hade fått en väsentlig uppgradering för den sista gången det användes, innan det byttes ut mot GrimE-motorn som användes i nästa spel i serien, Escape from Monkey Island. The Curse of Monkey Island är det första Monkey Island-spelet med röstskådespeleri, och har en mer "tecknad film-aktig" grafisk stil än de tidigare spelen.
Spelets handling kretsar kring Guybrush Threepwood, en wannabe-pirat som måste upphäva en förbannelse som vilar över hans älskade, Elaine Marley. Senare i handlingen, måste han ta itu med ett gäng mystiska pirater och en stereotyp fransk sjörövare, och även hans ärkefiende LeChuck.

## Gameplay
The Curse of Monkey Island är ett grafiskt peka-och-klicka-äventyr. Scumm-motorn användes även i det här Monkey Island-spelet, men uppgraderades med ett så kallat verbmynt (modellerat efter Full Throttle), ett mer intuitivt gränssnitt som bestod av en myntformad meny med tre ikoner: en hand, en dödsskalle och en papegoja, som hade hand om olika handlingar som spelaren kunde göra, som var relaterade till Guybrushs händer, ögon respektive mun. Ikonerna antydde vilka handlingar Guybrush kunde utföra med valda objekt. Hand-ikonen betydde oftast handlingar såsom att plocka upp något, manövrera maskiner eller slå någon, dödsskalle-ikonen var mest för att undersöka eller titta på objekt, och papegoj-ikonen användes för att låta Guybrush prata med någon eller till exempel för att öppna en flaska med sina tänder. Inventariet och handlingarna blev därmed synliga först när man klickade med musen, istället för på botten av skärmen som i tidigare peka-och-klicka-äventyr av Lucasarts.
Liksom genrens namn antyder, flyttade spelaren runt en vit "X"-muspekare med musen, som blev röd när den hölls över något eller någon som Guybrush kunde interagera med. Genom att hålla inne vänster musknapp, oavsett om man är inne i inventariet eller inte, tog man fram verbmyntsmenyn, medan att högerklicka gjorde så att Guybrush utförde den mest uppenbara handlingen med objektet. Att högerklicka på en dörr, till exempel, fick Guybrush att öppna den, medan att högerklicka på en figur fick honom att tala med honom eller henne.